# Fuchū (Aki)
Fuchū (府中町 Fuchū-chō?) es un pueblo localizado en la prefectura de Hiroshima, Japón. En junio de 2019 tenía una población estimada de 51.196 habitantes y una densidad de población de 4.918 personas por km². Su área total es de 10,41 km².

## Geografía

### Localidades circundantes
- Prefectura de Hiroshima
  - Hiroshima

## Demografía
Según los datos del censo japonés, esta es la población de Fuchū en los últimos años.
| Año del censo | Población |
| ------------- | --------- |
| 1995          | 50.676    |
| 2000          | 50.673    |
| 2005          | 50.732    |
| 2010          | 50.442    |
| 2015          | 51.053    |